# Alliance VITA
Alliance VITA est une association du mouvement « pro-vie » en France militant principalement contre l'avortement et l'euthanasie. Elle se donne comme objectif de « promouvoir la protection de la vie humaine et le respect de la dignité de toute personne » et prend position contre l'avortement et contre toute union juridique entre personnes de même sexe, et notamment contre le mariage entre personnes de même sexe.

## Histoire
L'association a été fondée en 1993 par Christine Boutin. L'association est consultée et auditionnée par les autorités publiques sur les questions de fin de vie,.

## Engagements

### Opposition à l'avortement
Depuis 2000, Alliance VITA anime la ligne d'écoute « SOS bébé » qui refuse que l'avortement soit « une fatalité ».
L'association met à disposition des femmes enceintes un guide des aides auxquelles elles ont droit. Le guide est mis à jour régulièrement.
À la suite de la loi sur la pénalisation des sites de désinformation sur l’IVG, l'association a déposé une requête devant la justice administrative pour signaler des informations présentes sur le site gouvernemental ivg.gouv.fr, qu'elle juge « inexactes ou non objectives »,.

### Dépendance et fin de vie
La position de l'Alliance VITA est d'éviter l'euthanasie mais aussi l'acharnement thérapeutique en accompagnant les personnes et leur entourage tout au long des étapes de ce processus qui vont de la découverte de la maladie, aux angoisses liées à la mort et à la souffrance jusqu'à un accompagnement respectueux de la vie jusqu'à sa fin. Par le biais de la promotion des soins palliatifs, l'association cherche à trouver les moyens d'accompagner ceux qui n'ont plus d'espoir de guérison tout en luttant contre la douleur physique et la souffrance morale.
Lors de l'élection présidentielle de 2012, Alliance VITA s'oppose à la campagne menée par l'ADMD auprès des candidats et de l'opinion publique en vue de légaliser l'euthanasie et de réviser la loi Léonetti. Alliance VITA organise elle aussi des rassemblements et considère comme une « terrible régression » la proposition qu'un soignant puisse « provoquer délibérément, en toute légalité, la mort ».
En octobre 2017, un millier de bénévoles de l'association mènent une action de sensibilisation à propos des directives anticipées,.
Dans le cadre de la reprise des débats sur la fin de vie, Alliance VITA a de nouveau été auditionnée par la Commission des affaires sociales de l’assemblée nationale le 1er avril 2025,.
Lors de l’examen en première lecture à l’Assemblée nationale des propositions de loi sur les soins palliatifs et l’aide à mourir, l’association s’est de nouveau mobilisée le 12 mai 2025 dans une cinquantaine de rassemblements dans toute la France pour alerter contre le manque d’accès aux soins et contre la légalisation de l’euthanasie.  Ces rassemblements s’inscrivaient dans la cadre d’une campagne lancée en avril 2025 « On veut des soins, pas l’euthanasie ! » mêlant opérations de tractage et interpellation des députés,.

### Opposition au Pacs, au mariage et à l'adoption pour les couples de personnes de même sexe
L'association se positionne contre l'adoption d'enfants par les couples homosexuels ainsi que contre le mariage homosexuel et a lancé des appels à la mobilisation,. Christine Boutin et Tugdual Derville, délégués successifs de l'association, se positionnent également contre le Pacte civil de solidarité et, plus largement, contre toute forme d'union juridique des couples homosexuels.

### Opposition à la PMA pour toutes
L'association rejoint la Manif pour Tous au sein du mouvement "Marchons enfants" visant à lutter contre le projet de loi bioéthique visant à autoriser la PMA pour les couples de femmes et les femmes célibataires.

## Direction

### Président
Le président est élu pour 4 ans.
- 2010-2014 : Xavier Mirabel
- 23 février 2014-2022 : François-Xavier Pérès [22],[23]
- depuis 2022 : Anne-Charlotte Rimaud

### Délégué général
Son délégué général est Tugdual Derville.

## Controverses

### Stratégies en ligne
Le service d'écoute SOS bébé d'Alliance VITA est accusé de « se livre[r] à une forme de manipulation » en ligne au sujet de l'IVG,. Selon l'AFP, des sites d'Alliance Vita se présentant comme « neutres et ressemblant à des sites officiels » et « comme des plateformes d'information sur l'avortement et la contraception et d'aide aux femmes enceintes », « privilégient un discours anti-IVG visant à inciter les femmes à ne pas avorter ». Selon Le Monde, des sites Alliance Vita à l'allure neutre et « au contenu éditorial édulcoré et facilement accessible[s] à partir des moteurs de recherche », servent de « passerelles » pour « rediriger les internautes sur des sites au contenu plus explicite ».
Un rapport sur l'accès à l'IVG du Haut Conseil à l'égalité entre les femmes et les hommes (HCE), dit que le service d'écoute téléphonique d'Alliance Vita « entretient l'illusion d'une ligne téléphonique institutionnelle »,.

### Interventions en milieu scolaire
Alliance VITA intervient dans un à deux établissements catholiques (privés sous contrat avec l'État) par département en France, à la demande de ces derniers, comme la loi Debré de 1959 le permet.
En avril 2014, le cas du lycée Gerson, dans le 16e arrondissement de Paris est pointé du doigt à la suite d'interventions d'Alliance VITA contre l'avortement au sein de l'établissement. Certains médias nationaux parlent de « dérives intégristes », d’autres parlent de soupçons de dérives ou de faits invérifiables et nuancés par un autre témoignage. Des liens avec l'Opus Dei sont aussi évoqués. Alliance VITA parle de « mensonges » et porte plainte pour diffamation ; la direction diocésaine de l’enseignement catholique reconnaît pour sa part que l'équipe dirigeante du lycée « n’est peut-être pas assez attentive à ceux qui ne pensent pas comme elle ». Le ministère de l'Éducation nationale décide alors de lancer une inspection au sein du lycée,. Celui-ci envoie le 20 août un courrier à la région donnant les conclusions de son enquête qui indique qu'« aucune atteinte à la liberté de conscience des élèves » n'a été constatée.

### Polémique sur la campagne d'affichage à Paris
Anne Hidalgo obtient le 2 janvier 2020 des régies publicitaire Exterion Media et Mediatransports le retrait des affiches « la société progressera à condition de respecter la paternité » et « la société progressera à condition de respecter la maternité » de l'association dans plusieurs lieux parisiens. Saisi en référé, le tribunal judiciaire de Paris, constatant que Mediatransports avait diffusé, gare Saint-Lazare, une campagne de l'association PETA en faveur du végétarisme, rejette l'argument de neutralité et condamne, le 4 janvier 2020, Médiatransports à reprendre l'affichage sans délai, sous peine d'une astreinte journalière de 10 000 euros. Anne Hidalgo critique l'ordonnance de justice et « encourage » la société privée à user de « toutes les voies de droit possibles » pour que soit mis définitivement fin à cette campagne.
La directrice générale de Mediatransports, Valérie Decamp s'oppose à la décision exécutoire obtenue en référé enjoignant à sa société de réinstaller les affiches d'Alliance VITA sur les panneaux prévus dans le contrat les liant. Alliance Vita, dont la campagne s'est terminée le 8 janvier 2020, fait constater par voie d'huissier que les affiches n'ont jamais été remises en place. Pour l'avocat d'Alliance Vita, Médiatransports aurait joué la montre en n'utilisant pas le référé pour faire appel de la décision en première instance, ce qui ménagerait Anne Hidalgo en repoussant la décision en appel après les élections municipales. Le 6 mars 2020, la société Mediatransports est déboutée par la cour d'appel de Paris et condamnée aux dépens.

### Perturbations des soirées d'Alliance VITA
Le 13 janvier 2020, une centaine de militants LGBT, dont certains cagoulés, envahissent la maison des associations de Rennes qui accueille la conférence. Selon le délégué départemental d'Alliance Vita, une altercation a lieu et un membre de l'association est blessé et obtient trois jours d'ITT. Les personnes présentes indiquent que les documents de la conférence ont été détruits ou dispersés. L'action, qualifiée de « sabotage » par le journal Ouest-France, est revendiquée par deux collectifs, un collectif breton et le collectif féministe Noustoutes.org 35. Cinq plaintes en justice sont déposées par Alliance Vita, par trois de ses adhérents et, pour vol de matériels, par la maison des associations,,.
Le 26 janvier 2020, la mission Saint-Luc à Brest, qui devait accueillir le lendemain une conférence d'Alliance Vita, est vandalisée, des menaces de mort étant taguées sur ses murs.